# 経由
経由（けいゆ 英語:Via)とは、出発地から目的地まで行く途中に、ある特定の地点ないしは経路を通過することを指す。ただし、これは経路上通過可能な2種以上の地点ないしは経路がある場合に示される概念であり、例えば、川を渡る橋での両岸への移動など、直線状（最短距離）かつ他の地点を通って行くのに合理的な事由・必要性に乏しい場合にはこの概念は用いられない場合がある。
こういった概念を用いるのは、主に移動に際しての把握であり、交通機関、とりわけ陸上交通機関で、運賃計算上・時間計算上用いる必要があるからである。ただし、海路・空路でも直行便との対比や、パナマ運河等のように間に島嶼・大陸を挟む場合、かつてのヨーロッパ航路の様に大陸間の移動などは機材・航行技術などの要因で経由地を明示する場合もある。

## 経路選択
稠密に張り巡らされている都市交通では、同一会社でも2つ以上の経路がある場合、必ずしも利用者に有利・不利にかかわらず、運行上別経路を通過する場合がある。また、これに近いが、長距離でも建設時期に起因する技術的な要因あるいは需要の関係で2つ以上の経路を通過する場合、利用者の側に運賃制度で有利になるようになっている。
このような事例は日本の鉄道で著名なものはJRの大都市近郊区間や選択乗車、経路特定区間・電車大環状線等がある。
また、列車の運行では、例えば中野駅 - 西船橋駅間はJR東日本中央・総武線各駅停車と東京地下鉄東西線とで結ばれるが、元々東西線は中央・総武線各駅停車のバイパスとして建設された関係もあり、相互乗り入れを行っている。とりわけ、三鷹駅 - 津田沼駅間を東西線経由で運行する運用がJR東日本所属車両で行われる場合もある。
なお、このような別会社によるものは、運賃計算上、利用者にとって有利なものとするために中間改札や車内検札により経由地の明確化が必要となるが、直通運転によるストアードフェアシステムによる改札の簡便化により、中には割高になる事例も見られる。